# Acacia ridleyana
Acacia ridleyana är en ärtväxtart som beskrevs av William Vincent Fitzgerald. Acacia ridleyana ingår i släktet akacior, och familjen ärtväxter. Inga underarter finns listade i Catalogue of Life.